# Tsang Nyön Heruka

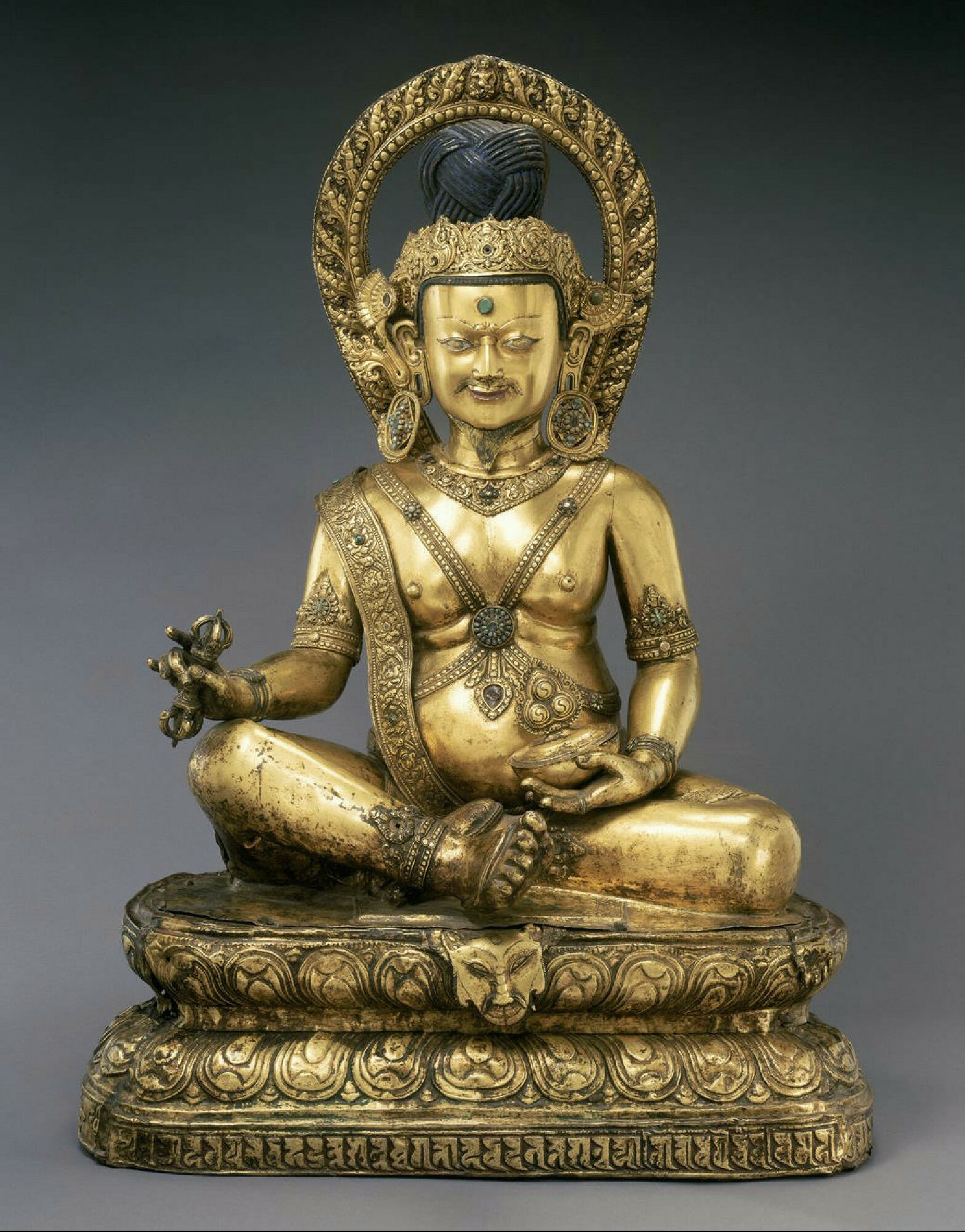
Tsang Nyön Heruka

Tsang Nyön Heruka, parfois orthographié Gtsaṅ-smyon He-ru-ka (tibétain : གཙང་སྨྱོན་ཧེ་རུ་ཀ་, Wylie : gtsang smyon He ru ka, THL : tsang nyön heruka)  ou tsang nyön heruka sangye gyaltsen (tibétain : གཙང་སྨྱོན་ཧེ་རུ་ཀ་སངས་རྒྱས་རྒྱལ་མཚན, Wylie : gtsang smyon he ru ka sangs rgyas rgyal mtshan, THL : tsang nyön heruka sangye gyaltsen), ou encore Tsangnyön, également, surnommé « le yogi fou du Tsang », né en 1452 et décédé en 1507, était un grand maître de l'école Drukpa Kagyu, une branche de l'école Kagyu du bouddhisme tibétain (vajrayana). Il est l'auteur de deux biographies célèbres, celle de Milarépa (1488) et celle de Marpa (1505).
Il est considéré comme la réincarnation de Milarépa d'après Lobsang Phuntshok Lhalungpa

## Biographie
Tsangnyön, Dönyö Dorjé et leurs nombreux adeptes vont à Sambrubtsé (appelé plus tard Shigatsé jusqu'à 2014, dans l'actuelle ville-préfecture de Shigatsé) où Tsangnyön ensaigna le bouddhisme à ne nombreuses personnes. Ils vont ensuite à Norbu Khyungtsé (en) (tibétain : ནོར་བུ་ཁྱུང, THL : Norbu Khyungtsé), un bourg situé à 42 km au sud-est de Sambrubtsé où ils passèrent l'été.

### Œuvres
- Milarépa ou Jetsün-Kahbum. Vie de Jetsün Milarépa (1488), édi. W. Y. Evans-Wentz (1928), trad. Roland Ryser, Adrien-Maisonneuve, 1955.
- Milarépa. La vie, trad., Seuil, coll. "Points Sagesses", 2001, 232 p.
- La vie de Marpa le 'Traducteur'. Suivie d'un chapitre de L'Avadana de l'Oiseau Nilakantha, trad. Jacques Bacot, Geuthner, 1937, 113 p.
- Marpa, maître de Milarépa. Sa vie, ses chants, Claire Lumière, 2003, 240 p.

### Études
- E. Gene Smith “The Life of Gtsang smyon Heruka”, in Among Tibetan Texts, Boston: Wisdom Publications, 2001
- John Ardussi & Lawrence Epstein: "The Saintly Madman in Tibet", in: Himalayan Anthropology: The Indo-Tibetan Interface. James F. Fisher (ed.), Paris: Mouton & Co. Pp. 327-338, 1978 (Online - case.edu).
- Stefan Larsson, The birth of a Heruka : how Sangs rgyas rgyal mtshan became gTsang smyon Heruka, Stockholm, Stockholm Univ., Department of Ethnology, History of Religions and Gender Studies, 2009, 310 p. (ISBN 978-91-7155-808-4, OCLC 699142428)
- (en) Stefan Larsson, Crazy for Wisdom : The Making of a Mad Yogin in Fifteenth-Century Tibet, Leyde ; Boston, Brill, coll. « Brill's Tibetan studies library » (no 30), 2012, 374 p. (ISBN 978-90-04-20393-8, e-ISSN 9789004232877[à vérifier : ISSN invalide], OCLC 863163549, DOI 10.1163/9789004232877, lire en ligne), p. 184